# Wang Jing (piragüista)
Wang Jing (22 de diciembre de 1971) es una deportista china que compitió en piragüismo en la modalidad de aguas tranquilas. Ganó una medalla de bronce en el Campeonato Mundial de Piragüismo de 1991 en la prueba de K4 500 m.
Participó en los Juegos Olímpicos de Barcelona 1992, donde finalizó quinta en la prueba de K4 500 m.

## Palmarés internacional
| Campeonato Mundial | Campeonato Mundial | Campeonato Mundial | Campeonato Mundial |
| Año                | Lugar              | Medalla            | Evento             |
| ------------------ | ------------------ | ------------------ | ------------------ |
| 1991               | París (Francia)    | Medalla de bronce  | K4 500 m           |